# Couverture antifeu
 (avril 2023).
Si vous disposez d'ouvrages ou d'articles de référence ou si vous connaissez des sites web de qualité traitant du thème abordé ici, merci de compléter l'article en donnant les références utiles à sa vérifiabilité et en les liant à la section « Notes et références ».
Une couverture antifeu est un accessoire de lutte contre l'incendie. Son mode d'action consiste à étouffer le feu.

## Description

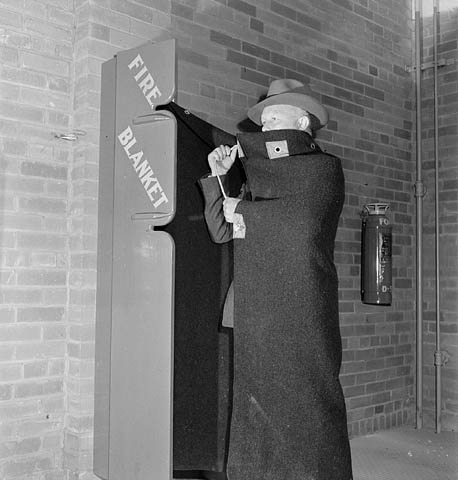
Une démonstration d'un système de couverture antifeu à l'usine, Sarnia, Ontario, 1943

Une couverture antifeu est constituée d'une matière textile ignifugée ou d'une matière peu ou pas combustible (fibre de verre enduite de silicone, par exemple). Ses dimensions permettent une manipulation aisée (environ 1 m x 1 m). Cette couverture répond à une norme COUVERTURE ANTI FEU NORME EN1869/2019 elle remplace la norme EN1869/1996.
Un nouveau domaine d'application pour les grandes couvertures anti-incendie résistantes aux températures élevées est l'extinction des incendies de batteries au lithium, comme ceux qui peuvent se produire dans les voitures électriques, les scooters électriques ou les vélos électriques, ainsi que dans les chariots élévateurs, car il est très difficile de les éteindre durablement avec de l'eau d'extinction. Elles offrent une solution efficace pour stopper l'incendie et éviter qu'il ne se propage davantage. En outre, les couvertures anti-incendie peuvent contribuer à réduire le risque de propagation de l'incendie à l'intérieur d'un bâtiment ou à d'autres véhicules.

## Usage
Cet objet est destiné à :
- éteindre le feu sur un être vivant, où elle constitue la solution la plus appropriée en absence de douche fixe de premiers secours ou de douche portative de secourisme, par comparaison à :
  - celle des extincteurs qui encrassent les plaies, d’où sauf en cas d’extrême urgence, aucun extincteur ne doit être utilisé sur une personne en feu. Il faut surtout éviter au maximum d’utiliser sur une personne les extincteurs à poudre (à cause de la réaction chimique entre la poudre et la brûlure) et encore pire les extincteurs à CO2. Le CO2 sort à −52 °C du tromblon en partie sous forme gazeuse et en partie sous forme de neige carbonique à −78 °C pouvant en cas de contact avec un être vivant causer des gelures profondes ;
  - celle d'un robinet d'incendie armé, car l’eau qui en sort peut contenir des germes bactériens et/ou être trop froide. Il est aussi difficile de régler dans l’urgence correctement la pression ainsi que la forme du jet ;
- étouffer le feu provenant de petits objets pouvant être emballés ou recouverts. Mais l'usage le plus fréquent est d'éteindre les feux de classe F dans des récipients de taille limitée car elle s'utilise sèche et donc ne crée pas le risque d'un boil over, contrairement à l'extinction avec soit un torchon, soit une serpillière mais elle ne doit pas être retirée avant un complet refroidissement de l'objet enflammé.

## Avantages
Elle est légère et très peu encombrante une fois repliée.

## Limitations
- Elle est dénuée de tout effet refroidissant limitant ainsi l'étendue des brûlures.
- Elle ne peut servir que contre les brûlures thermiques.
- Dans le cas d'être vivant, elle nécessite de pouvoir le maîtriser puis de l'enrouler avec elle.

## Mode d'emploi

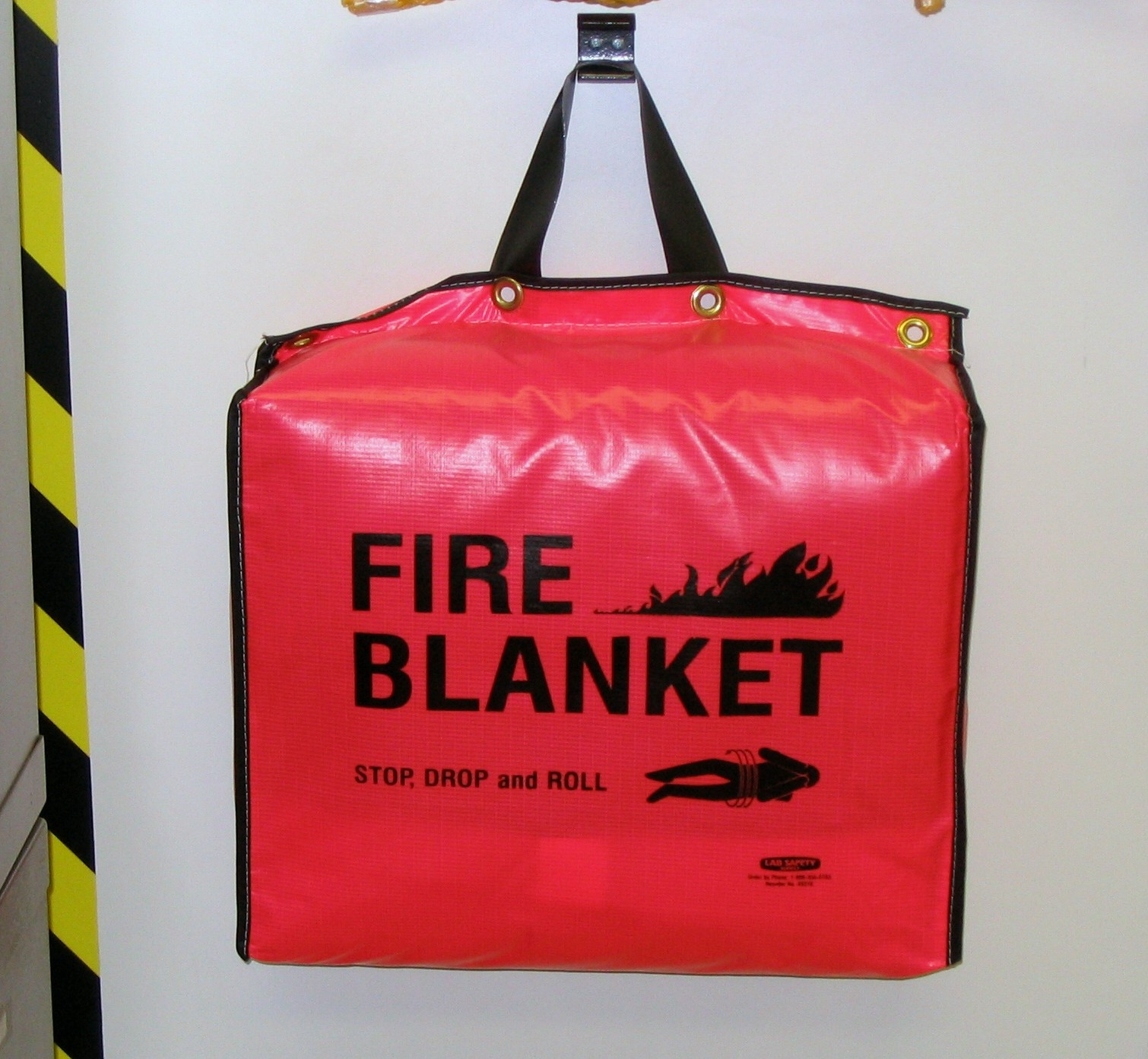
Présentation en sac
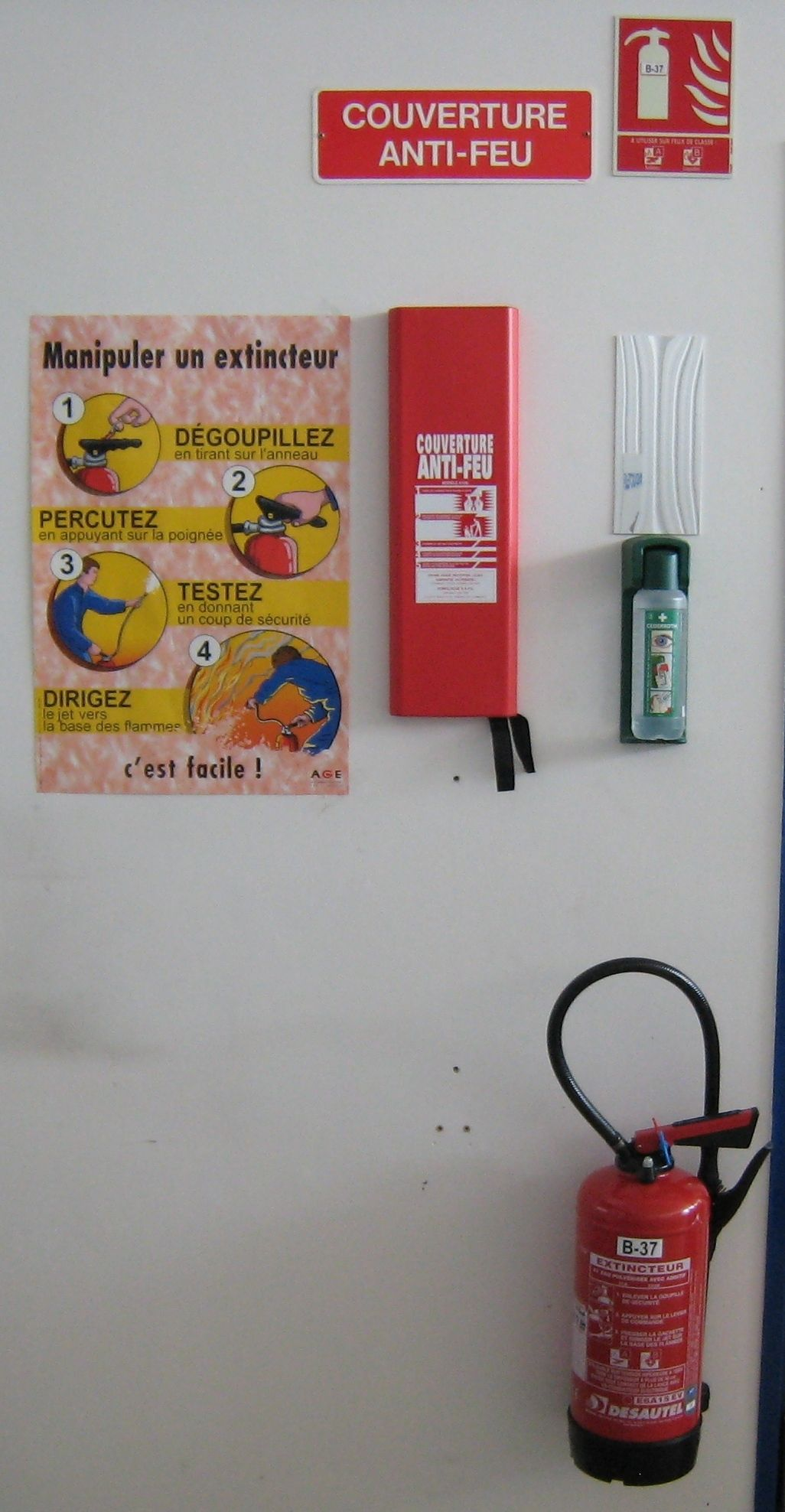
Présentation en boite compacte

Pour mettre en œuvre une couverture antifeu, on tire sur les deux rubans (sorte de poignées) dépassant du boîtier fixé au mur dans lequel est soigneusement pliée la couverture. En tenant toujours ces deux poignées, on écarte les bras pour développer la couverture qui sert alors d'écran protecteur puis on enveloppe la personne en feu, ou bien on couvre avec soin le foyer sans précipitation. On maintient la couverture en place.

## Remarques
Une couverture antifeu n'est pas un jouet pour les enfants qui devraient être informés de son utilisation au même titre que de la manipulation d'un extincteur.
Il ne faut pas confondre couverture antifeu et couverture de survie dorée/argentée (film plastique avec dépôt réflecteur d'aluminium).